# Les Bodin's partent en vrille
 (janvier 2025).
Si vous disposez d'ouvrages ou d'articles de référence ou si vous connaissez des sites web de qualité traitant du thème abordé ici, merci de compléter l'article en donnant les références utiles à sa vérifiabilité et en les liant à la section « Notes et références ».
Série
Les Bodin's en Thaïlande
(2021)
Pour plus de détails, voir Fiche technique et Distribution.
Les Bodin’s partent en vrille est une comédie française réalisée par Frédéric Forestier sortie en 2025. Il s'agit du quatrième long métrage du duo d'humoristes de Vincent Dubois et Jean-Christian Fraiscinet, Les Bodin's, sans compter le téléfilm qui les emmène en Corse

## Synopsis
Lorsque Maria Bodin découvre que le PDG de Mondialacta et le maire de Pouziou sont d'accord pour créer une usine de fromages de chèvre près de sa ferme, elle met tout en œuvre pour faire capoter le projet. Ce qui va l'emmener avec son fils Christian au Salon de l'Agriculture et même au Maroc.

## Fiche technique
- Titre original : Les Bodin's partent en vrille
- Réalisation : Frédéric Forestier
- Scénario : Frédéric Forestier, Vincent Dubois et Jean-Christian Fraiscinet
- Sociétés de production : Cheyenne Productions
- Société de distribution : SND
- Budget : 9,3 millions d'euros[1]
- Pays de production :  France
- Langue originale : français
- Format : couleur - 2,35:1
- Genre : comédie
- Durée : 1 h 45
- Dates de sortie : France : 19 mars 2025

## Distribution
- Vincent Dubois : Maria Bodin
- Jean-Christian Fraiscinet : Christian Bodin
- Michel Bompoil : Albert de Beauharnais, PDG de Mondialacta
- Guillaume Clérice : Guy Laval, cadre de Mondialacta
- Kamel Abdeli : Khalid
- Hajar Abourachid : Leila
- Marie-Hélène Lentini : Madeleine Brocart de la Batte, n°2 de Mondialacta
- Julie Nicolet : Sandrine Laval, épouse de Guy
- Michel Vivier : le maire de Pouziou
- Khalid Maadour : Mustapha, le cousin de Khalid
- Nelson Monfort : journaliste de la scène finale[2]
- Léopold Bellanger : le responsable Mondialacta

## Production
Le tournage a lieu au Maroc, durant cinq semaine, ainsi qu'en France a Preuilly-sur-Claise en Indre-et-Loire .

## Accueil
Le site allociné donne une note presse de 2,2/5, d'après six critiques analysées. Le journal Télérama est particulièrement sévère, évoquant un film "insignifiant" qui constitue le "(road) trip de trop" du duo.